# Ružica Džankić
Ružica Džankić (Zagreb, 7. srpnja 1994.) je hrvatska košarkašica. Članica je Medveščaka. Igra na poziciji niskog krila. Visine je 181 cm.

## Klupska karijera
Bila je članica Croatie, a 2013. prešla je u Medveščak, čiji je dres sezone 2012./13. nosilo je čak osam reprezentativnih igračica: Anja Majstorović, Ana-Marija Begić, Ivana Tikvić, Iva Todorić, Marina Lidija Kalebić, Nina Premasunac, Ružica Džankić i Marija Radoš.

## Reprezentativna karijera
Igrala je za Hrvatsku na europskom prvenstvu seniorki 2015. godine. Na sedam odigranih utakmica u prosjeku je postigla 5,3 koša, 3,3 skoka i 1,3 asistencije.